# نمونه‌گیری سرانه
نمونه‌گیری سرانه یا نمونه‌گیری سهمیه‌ای (به انگلیسی: Quota sampling) روشی برای انتخاب شرکت‌کنندگان در نظرسنجی است که نسخه غیراحتمالی نمونه‌گیری طبقه‌ای است.
در نمونه‌گیری سرانه، یک جمعیت ابتدا به گروه‌های فرعی منحصر به فرد تقسیم می‌شود، درست مانند نمونه‌گیری طبقه‌ای. سپس از قضاوت برای انتخاب موضوعات یا واحدها از هر بخش بر اساس نسبت مشخص استفاده می‌شود. به عنوان مثال، ممکن است به مصاحبه‌کننده گفته شود که از ۲۰۰ زن و ۳۰۰ مرد بین ۴۵ تا ۶۰ سال نمونه‌برداری کند. این به این معنی است که افراد می‌توانند درخواستی را برای افرادی که می‌خواهند نمونه‌برداری کنند (هدف‌گذاری) ارائه کنند.